# 一磷化二钌
一磷化二钌是一种无机化合物，化学式为Ru2P，它是钌的磷化物之一。它可由海绵钌和红磷在高温反应得到。它可以催化甲醇氢化为甲烷的反应；负载于二氧化硅之上后可以用于催化氢化脱硫反应。